# Oberstleutnant

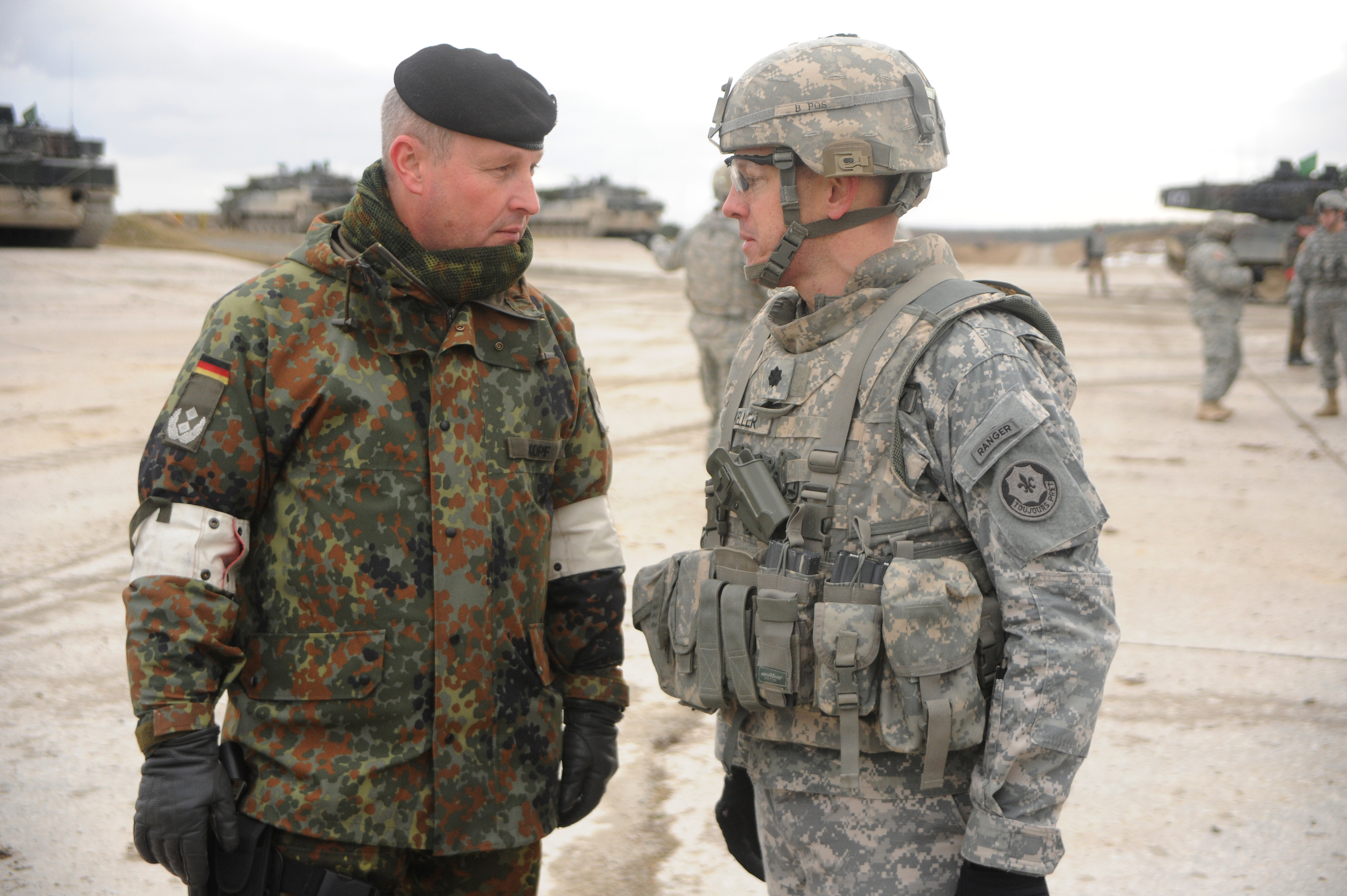
Ein deutscher Oberstleutnant der Panzertruppe und ein amerikanischer Lieutenant Colonel

Oberstleutnant ist ein militärischer Dienstgrad für Soldaten der deutschen Bundeswehr, des österreichischen Bundesheeres und der Schweizer Armee. Bei den Wachkörpern Österreichs ist der Oberstleutnant eine Verwendungsbezeichnung. Im historischen und modernen Militär verschiedener Länder finden sich vergleichbare, teils ähnlich lautende Dienstgrade.

## Etymologie
Etymologisch ist der Oberstleutnant der Stellvertreter des Obersts, denn das aus dem Französischen stammende Leutnant (vom französischen lieutenant) bedeutet wörtlich Statthalter. Im 17. und 18. Jahrhundert war der Obristlieutenant der Stellvertreter des Obristen.

## Deutschland

### Bundeswehr
Der Dienstgrad Oberstleutnant (Oberstlt; in Listen: OTL) wird durch den Bundespräsidenten mit der Anordnung des Bundespräsidenten über die Dienstgradbezeichnungen und die Uniform der Soldaten auf Grundlage des Soldatengesetzes festgesetzt.

#### Befehlsbefugnis und Dienststellungen
In der Bundeswehr ist der Oberstleutnant ein Offiziersdienstgrad, der gemäß der Zentralen Dienstvorschrift (ZDv) A-1420/24 „Dienstgrade und Dienstgradgruppen“ zur Dienstgradgruppe der Stabsoffiziere zählt. Aufgrund der Zugehörigkeit zur Dienstgradgruppe der Stabsoffiziere können Soldaten im Dienstgrad Oberstleutnant auf Grundlage des § 4 („Vorgesetztenverhältnis auf Grund des Dienstgrades“) der Vorgesetztenverordnung innerhalb der dort gesetzten Grenzen Soldaten der Dienstgradgruppen Mannschaften, Unteroffizieren ohne und mit Portepee, Leutnanten und Hauptleuten Befehle erteilen.
Typische Tätigkeiten sind Inspektionschef oder Hörsaalleiter an einer Lehreinrichtung (im Heer beispielsweise an einer Truppenschule) oder die Verwendung Dezernent oder Referent in Kommandobehörden, Ämtern oder in den Referaten des Ministeriums. Dort unterstützen sie häufig Dezernats- bzw. Referatsleiter beispielsweise bei der Personal- und Materialplanung, der Strategieentwicklung oder Einsatzplanung. Einige Oberstleutnante dienen als Dezernatsleiter. Einige besonders qualifizierte Oberstleutnante dienen auf Dienstposten für Offiziere im Generalstabsdienst. Ab Ebene Brigade dienen sie in Stäben, in Brigaden teils als Chef des Stabes, in noch größeren Verbänden teils als Abteilungsleiter, die ein Führungsgrundgebiet verantwortlich bearbeiten. In der Luftwaffe werden sie auch als Einsatzstabsoffizier verwendet. Auf diesen Dienstposten unterstützen sie unmittelbar den Kommandeur des Verbandes bei der Truppenführung. Einige Oberstleutnante, vorrangig Soldaten in den Laufbahnen des Truppendienstes, werden in der Truppe auch als militärische Führer in den Verbänden ihrer Truppengattung eingesetzt. Typisch sind Verwendungen als Bataillonskommandeur oder stellvertretender Regimentskommandeur. Erfahrene Oberstleutnante werden vereinzelt auch bereits als Regimentskommandeur eingesetzt. In einer Brigade ist ein Oberstleutnant häufig auch Kommandeur der Brigadeeinheiten. Militärmusikoffiziere im Dienstgrad Oberstleutnant sind häufig Chef eines der Musikkorps der Bundeswehr. Aufgrund dieser und ähnlicher Dienststellungen können Soldaten im Dienstgrad Oberstleutnant in den in der Vorgesetztenverordnung aufgezählten Fällen allen dienstlich oder fachlich unterstellten Soldaten Befehle erteilen. Inspektionschefs, Chefs eines Heeresmusikkorps, Regiments- und Bataillonskommandeure sind Disziplinarvorgesetzte der ihnen truppendienstlich unterstellten Soldaten gemäß Wehrdisziplinarordnung.

#### Ernennung, Besoldung und Altersgrenze
Maßgebliche gesetzliche Grundlagen für die Ernennung zum Oberstleutnant trifft die Soldatenlaufbahnverordnung (SLV) und ergänzend die Allgemeine Regelung A-1340/49. Zum Dienstgrad Oberstleutnant können Soldaten auf Zeit, Berufssoldaten und beorderte Reservisten ernannt werden. Voraussetzung ist die Zugehörigkeit zur Laufbahngruppe der Offiziere. Offiziere (außer Militärmusikoffiziere) können frühestens elf Jahre nach Ernennung zum Leutnant zum Oberstleutnant ernannt werden; Militärmusikoffiziere sechs Jahre nach Ernennung zum Hauptmann. Eine Einstellung mit dem Dienstgrad Oberstleutnant ist mit einer der Verwendung entsprechenden Qualifikation ebenfalls möglich.
Ein Oberstleutnant wird nach der Bundesbesoldungsordnung (BBesO) mit A 14 oder A 15 besoldet. Die derzeit von der Personalführung der Bundeswehr zugesicherte Besoldungsgruppe für Stabsoffiziere ist A 14. Mit A 15 werden zum Beispiel Dezernatsleiter in einer höheren Kommandobehörde besoldet.
Als besondere Altersgrenze für Soldaten im Dienstgrad Oberstleutnant wurde die Vollendung des 61. Lebensjahres festgesetzt.

#### Dienstgradabzeichen
Das Dienstgradabzeichen für Oberstleutnante zeigt Eichenlaub und zwei Sterne als Schulterabzeichen.

#### Äquivalente, nach- und übergeordnete Dienstgrade
Den Dienstgrad Oberstleutnant führen nur Heeres- und Luftwaffenuniformträger. Marineuniformträger (außer Sanitätsoffiziere) derselben Rangstufe führen den Dienstgrad Fregattenkapitän. Die ranggleichen Sanitätsoffizierdienstgrade sind die nach Approbationsrichtung und Uniformträgerbereich unterschiedlich lautenden Dienstgrade Oberfeldarzt, Oberfeldapotheker und Oberfeldveterinär bzw. Flottillenarzt und Flottillenapotheker (erste drei Dienstgradbezeichnungen für Heeres- und Luftwaffenuniformträger; letzten beiden Dienstgradbezeichnungen für Marineuniformträger). Im Militär der NATO ist der Oberstleutnant zu allen Dienstgraden mit dem NATO-Rangcode OF-4 äquivalent.
Im Sinne der ZDv 14/5 und der Anordnung des Bundespräsidenten ist der Oberstleutnant über dem rangniedrigeren Major bzw. Korvettenkapitän und unter dem ranghöheren Oberst bzw. Kapitän zur See eingeordnet (erste Dienstgradbezeichnung jeweils für Heeres- und Luftwaffenuniformträger; zweite Dienstgradbezeichnung für Marineuniformträger). Die zum Major ranggleichen Sanitätsoffizierdienstgrade sind die nach Approbationsrichtung unterschiedlich lautenden Dienstgrade Oberstabsarzt, Oberstabsapotheker und Oberstabsveterinär. Die zum Oberst ranggleichen Sanitätsoffizierdienstgrade sind die nach Approbation und Uniformträgerbereich unterschiedlich lautenden Dienstgrade Oberstarzt, Oberstapotheker und Oberstveterinär bzw. Flottenarzt und Flottenapotheker (erste drei Dienstgradbezeichnungen für Heeres- und Luftwaffenuniformträger; letzten beiden Dienstgradbezeichnungen für Marineuniformträger).
| Offizierdienstgrad | |                                                                                                |
| Niedrigerer Dienstgrad | | Höherer Dienstgrad                                                                             |
| Major Korvettenkapitän Oberstabsarzt Oberstabsapotheker Oberstabsveterinär                                                      | Oberstleutnant Fregattenkapitän Oberfeldarzt Oberfeldapotheker Oberfeldveterinär Flottillenarzt Flottillenapotheker | Oberst Kapitän zur See Oberstarzt Oberstapotheker Oberstveterinär Flottenarzt Flottenapotheker |
| Dienstgradgruppe: Mannschaften – Unteroffiziere o.P. – Unteroffiziere m.P. – Leutnante – Hauptleute – Stabsoffiziere – Generale | |                                                                                                |

### Bundesgrenzschutz
Im Bundesgrenzschutz (BGS) fand die Bezeichnung bis zum Jahr 1976 Verwendung, wurde dann im Zuge der „Demilitarisierung des BGS“ durch „Polizeioberrat“ und „Polizeidirektor“ ersetzt.

### Nationale Volksarmee
In der Nationalen Volksarmee und den anderen bewaffneten Organen der Deutschen Demokratischen Republik war der Oberstleutnant der zweithöchste Dienstgrad in der Dienstgradgruppe der Stabsoffiziere. Der Dienstgradinhaber musste Berufsoffizier sein und eine akademische Ausbildung erfolgreich abgeschlossen haben. Das Dienstgradabzeichen bestand aus geflochtenen silbernen Schnüren, auf denen zwei Sterne befestigt waren. Die Untergrundfarbe bezeichnete die Zuordnung zu den Waffengattungen. Der dem Oberstleutnant entsprechende Dienstgrad der Volksmarine war Fregattenkapitän. Der Dienstgrad war mit dem NATO-Rangcode OF-4 vergleichbar.
| Dienstgrad       |                |               |
| niedriger: Major | Oberstleutnant | höher: Oberst |

### Reichsheer, Reichswehr, Wehrmacht und Waffen-SS
In Reichsheer, Reichswehr und Wehrmacht war der Oberstleutnant der zweithöchste Offiziersrang der Dienstgradgruppe der Stabsoffiziere. Im NS-Ranggefüge entsprach dieser Dienstgrad dem Fregattenkapitän der Kriegsmarine beziehungsweise dem SS-Obersturmbannführer oder SA-Obersturmbannführer.
| Dienstgrad       |                |               |
| niedriger: Major | Oberstleutnant | höher: Oberst |

## Österreich
Im österreichischen Bundesheer ist der zwischen Major und Oberst stehende Oberstleutnant ebenfalls der sechsthöchste Offiziersdienstgrad.
Außerdem wird die Verwendungsbezeichnung Oberstleutnant für Leitende Beamte (E1) der Exekutive in Österreich, dazu gehören Bundespolizei und Justizwache, verwendet. Da es sich bei den genannten Wachkörpern um zivile Körperschaften handelt, die lediglich nach militärischem Muster organisiert sind, handelt es sich jedoch nicht um „Polizeioffiziere“, sondern sie führen lediglich Offiziersränge als Verwendungsbezeichnung. Im Übrigen ist ein direkter Vergleich mit den Dienstgraden des Bundesheeres nicht möglich, da in der Bundespolizei Aufgaben, die im militärischen Bereich einem niedrigrangigen Offizier zukommen, von hochrangigen dienstführenden Beamten (E 2a), also Angehörigen der mittleren Laufbahnebene, wahrzunehmen sind.

Oberstleutnant
… Paroli k.k. Gebirgstruppe
… Paroli k.u.k. Armee
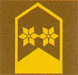
Feldanzug Bundesheer
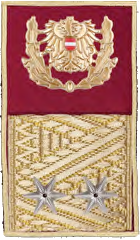
… Aufschubrangabzeichen Bundespolizei

| Niedrigerer Dienstgrad Major                                                                                         | Dienstgrad Oberstleutnant | Höherer Dienstgrad Oberst |
| Einordnung: Rekruten – Chargen – Unteroffiziere – Offiziere Alle Dienstgrade auf einen Blick: Bundesheer-Dienstgrade |                           |                           |

## Schweiz
In der Schweizer Armee steht der Oberstleutnant ebenfalls zwischen Major und Oberst und ist (in Friedenszeiten) der fünfthöchste Offiziersdienstgrad. Neben dem Oberstleutnant gibt es den gleichrangigen Grad „Oberstleutnant im Generalstab“. In Auslandseinsätzen wird der Oberstleutnant als Lieutenant Colonel bezeichnet (LTC/Lt Col) (NATO-Rangcode: OF-4).
Der Oberstleutnant (Oberstlt) oder Oberstleutnant im Generalstab (Oberstlt i Gst) führt als Kommandant ein Bataillon, eine Abteilung oder ein Geschwader. Als Stabsoffizier ist er für ein Fachgebiet im Brigadestab zuständig. Ein Oberstleutnant oder Oberstleutnant im Generalstab kann im Brigadestab Führungsgrundgebiete (FGG) wie etwa das FGG 2 (Nachrichten), FGG 3 (Operation), FGG 5 (Planung). Das Dienstgradabzeichen zeigt bei der Schweizer Armee zwei breite Galons. Während die Generalstabsoffiziere schwarze Patten tragen, tragen alle anderen die Abzeichen in den jeweiligen Truppenfarben. 
| Niedrigerer Grad Major | Offiziersgrad Oberstleutnant | Höherer Grad Oberst |
| Einordnung: Mannschaften – Unteroffiziere – Höhere Unteroffiziere – Subalternoffiziere – Hauptleute – Stabsoffiziere – Höhere Stabsoffiziere – Oberbefehlshaber der Armee Alle Grade auf einen Blick: Grade der Schweizer Armee |                              |                     |

## Brasilien
In Brasilien entspricht der Dienstgrad „Oberstleutnant“ dem Rang des Tenente Coronel in Heer und Luftwaffe.
Dieser Rang steht über dem Major (deutsch: Major) und unter dem Coronel (deutsch: Oberst).
In der Marine ist das Äquivalent der Capitão de Fragata (deutsch: Fregattenkapitän).
Dieser Rang steht über dem Capitão de Corveta (deutsch: Korvettenkapitän) und unter dem Capitão de Mar e Guerra (deutsch: Kapitän zur See).

## Frankreich

Dienstgrad-
abzeichen eines Lieutenant-colonel

In Frankreichs Streitkräften ist der mit dem deutschen Oberstleutnant vergleichbare Rang der Lieutenant-colonel; dieser steht über dem Commandant (entspricht dem deutschen Major) und unter dem Colonel (vergleichbar Oberst).

## Spanien, Tschechien, Russland
Weitere mit dem deutschen Oberstleutnant vergleichbare Ränge sind u. a. der spanische Teniente Coronel, der tschechische podplukovník und der russische podpolkownik.

## Vatikanstadt
In der Schweizergarde ist der Oberstleutnant durch die enge Verbundenheit zur Schweizer Armee ebenfalls ein Rang.

## Vereinigtes Königreich
Im britischen Heer lautet der dem deutschen Oberstleutnant entsprechende Dienstgrad Lieutenant Colonel (Lt. Col.), in der britischen Luftwaffe der entsprechende Dienstgrad Wing Commander, in der britischen Marine Commander.

## Vereinigte Staaten
Die United States Army, die US Air Force und das US Marine Corps kennen den Dienstgrad eines Lieutenant Colonel. In der Hierarchie steht dieser über dem Major und unter dem Colonel. Die US-Soldstufe ist O-5, der NATO-Rangcode OF-4. Ein Lieutenant Colonel führt operativ ein Bataillon, eine Schwadron oder bei den Luftstreitkräften eine Staffel (squadron).
| Dienstgrad       |                    |                |
| niedriger: Major | Lieutenant colonel | höher: Colonel |